# Гущин, Николай Михайлович
Никола́й Миха́йлович Гу́щин (22 ноября 1888, Богородское, Вятская губерния — 4 сентября 1965, Саратов) — российский и советский художник. В период Второй мировой войны — участник Французского движения Сопротивления.

## Биография
Сын сельского учителя, родился в селе Талоключинское. Детство и юность провёл в Перми. По получении в Перми среднего образования уехал в Санкт-Петербург, где окончил общеобразовательное отделение Психоневрологического института. Одновременно занимался живописью и рисунком в частной студии. С осени 1910 года учился в Московском училище живописи, ваяния и зодчества — у В. А. Серова, С. В. Малютина, К. А. Коровина.
Участвовал в выставках МУЖВЗ с 1911 года, в 44-й выставке Товарищества Передвижных художественных выставок (ТПХВ; Пг.; М., 1915), Второй Весенней выставке молодых художников (М., начало 1917 года).
В 1917—1918 годах преподавал живопись в Академии изящных искусств в Перми, по его проекту был сооружён памятник Борцам революции, взорванный колчаковцами в 1919 году.
В 1919 через Сибирь уехал в Китай, где состоялись его персональные выставки в Харбине, Пекине, Тяньцзине и Шанхае.
В 1922-м переехал в Париж. С 1934 года жил в Монако.
Во Франции участвовал во многих групповых выставках в Париже, выставлялся в Лондонской королевской академии, в ряде городов Германии. Не потеряв советского гражданства, участвовал в Международной выставке декоративных искусств в Париже 1925 года (советский павильон), где был отмечен Золотой медалью. Провёл персональные выставки в Париже (галерея Кармин, 1927) и Ницце (1926, 1943), ряд выставок в Монте-Карло.
До возвращения в Россию неизменно имел успех в художественных кругах и обществе. Состоял в экспертном совете Лувра, участвовал во многих общественных акциях. Его работы приобрели городские музеи Парижа, Гренобля, Монте-Карло, Ниццы.
В период Второй мировой войны — участник Французского движения Сопротивления, награждён медалью.
В 1947 году вернулся в СССР. Из-за официального запрета на место жительство в Москве и Ленинграде выбрал для жизни город на Волге — Саратов. Работал реставратором в СГХМ им. Радищева. Несмотря на официальный запрет на преподавательскую деятельность — был объявлен «идейно чуждым», стал духовным лидером и сформировал вокруг себя группу молодых художников, которых впоследствии условно стали называть «художниками круга Гущина»: М. Аржанов, В. Чудин, В. Солянов, В. Лопатин, Л. Перерезова, Ю. Машков.
Похоронен на Воскресенском кладбище.
Большая часть его картин «советского» периода попала после смерти художника в собрание СГХМ им. Радищева. Портрет Махатмы Ганди (х., м.; 1958 г.) был передан Министерством иностранных дел СССР в дар Джавахарлалу Неру в 1961 году. Картина «С тобой, Лумумба!» приобретена Университетом Дружбы народов в Москве. Персональные выставки стали возможны только с периода перестройки, первая прошла в СГХМ в 1987 году.
В 1910-х годах был близок к кругу футуристов (дружба с Маяковским, Бурлюками, В. Каменским и др.), однако в живописи сформировал свою собственную стилистику, сочетающую изысканность модерна и символизма с энергией экспрессионизма и яркостью фовизма. К стилистическим особенностям пластического языка Гущина можно отнести и редкое для двадцатого века соединение классического ясного и чёткого рисунка с большой свободой цветотональных решений. Фактура живописи (особенно произведений последнего, российского периода) богатая, пастозный мазок может соседствовать с гладким, пейзажи по фактуре обычно более однородны, чем портреты и композиции. Цвет в работах последнего периода форсированный, интенсивный, при этом каждый миллиметр полотна содержит огромное количество оттенков. В Европе был славен как блестящий портретист, в прессе акцентировалась самобытность художника, живописца называли гениальным.

## Избранная библиография
1. Cappatti L. Nicolas Guschin et sa mystique du portrait. — Nice, 1942.
2. Николай Михайлович Гущин (1888—1965). К столетию со дня рождения / Авт. вступит. статьи Л. В. Пашкова; Составитель каталога Л. В. Пашкова, Р. А. Резник. — Саратов, 1991.
3. Энциклопедия импрессионизма и постимпрессионизма. — М.: Олма-пресс, 2001.
4. Художники русской эмиграции: Справочник по русскому искусству. — СПб., 1994.
5. ХН СССР 3/399
6. Резник Р. А. Заметки о творчестве Н. М. Гущина // Музей им. А. Н. Радищева: Материалы и сообщения. — Саратов, 1966.
7. Александровский Б. Н. Из пережитого в чужих краях. — М., 1969. — С. 318.
8. К 100-летию со дня рождения Николая Гущина // Волга. — 1988. — № 7.
9. Выставка картин 36 петербургских и московских художников. — Пермь, 1913.
10. Отчет Московского художественного общества и училища живописи, ваяния и зодчества за 1911-12 гг. — М., 1913.
11. Каменский В. Его — моя биография Великого футуриста. — М.: Китоврас, 1918.
12. Окуджава Б. Как научиться рисовать (посвящение) // Звезда. — 1965. — № 7.
13. Старков А. Письмо из Кулара // Огонек. — 1966. — № 33.
14. Памятники истории и культуры Пермской области. — Пермь, 1976.
15. Лапшин В. П. Художественная жизнь Москвы и Петрограда в 1917 году. — М., 1983.
16. Andrè Roussard. Dictionnaire des peintres à Montmartre. — Paris: Andrè Roussard, 1999. ISBN 2-9513601-0-X
17. Е. И. Водонос. Вспоминая и размышляя о Гущине. — Саратов, 2006.
18. Пятницына, И. Н. и др. Будьте как дети! : «Музейные художники» Саратов : М. Аржанов, Н. Гущин, В. Лопатин, Ю. Машков, Л. Перерезова, В. Солянов, В. Чудин : каталог выставки. — СПб.: Музей Нон-конформистского Искусства, 2017. — 55 с.